# Carles Riera i Albert
Carles Riera i Albert (Barcelona, 1960) és un sociòleg, i activista polític català. Fou escollit diputat per la CUP-Crida Constituent a les eleccions al Parlament de Catalunya de 2017.

## Biografia
Durant els anys 80 fou membre i portaveu de la Crida a la Solidaritat en Defensa de la Llengua, la Cultura i la Nació Catalanes, director de la Fundació Pere Mitjans des del 1984 fins al 1988 i cofundador i director de la Fundació Randa - Lluís Maria Xirinacs. Als anys 90 va ser membre del secretariat de l'Assemblea d'Unitat Popular. Ha estat professor associat a la UB i docent de postgrau a la UAB. Des del 1993 fins al 2015 va ser fundador i president de la Fundació Desenvolupament Comunitari, i sociòleg col·laborador d'aquesta organització i de la Cooperativa La Fàbrica fins a l'any 2016. Membre del Consell Internacional del Fòrum Social Mundial del 2002 al 2012. També fou president, des del 2010 fins al 2015, del Centre Internacional Escarré per a les Minories Ètniques i Nacionals. És militant de la CUP I membre de l'organització independentista Endavant.
A les eleccions al Parlament de Catalunya de 2015, fou candidat de la Candidatura d'Unitat Popular - Crida Constituent a la circumscripció de Barcelona després de ser escollit en onzè lloc. Fou elegit diputat per la CUP-Crida Constituent a les eleccions al Parlament de Catalunya de 2017, on es presentà com a cap de llista de la circumscripció per Barcelona.
L'estiu del 2017, abans que fos escollit candidat per la CUP, participà en la redacció del llibre Referèndum 2017: la clau que obre el pany escrivint el capítol «Per una geopolítica dels Països Catalans».
Riera concorregué a les eleccions al Parlament de Catalunya de 2021 com a número dos de la CUP a la circumscripció de Barcelona després de l'acord amb Guanyem Catalunya. El 21 de febrer de 2022 fou escollit secretari tercer de la mesa del Parlament.

## Vida privada
És casat i pare de tres fills —dues noies i un noi—, d'entre els quals hi ha la periodista cultural Alba Riera. Els seus gustos musicals van del jazz al flamenc.